# Психология рекламы
Психология рекламы — раздел психологии, который занимается оценкой нужд и ожиданий потребителя, разработкой психологических средств, приёмов, методов воздействия на людей с целью создания спроса на подлежащий сбыту товар или услуги.
Реклама, в отличие от других источников информации, носит общедоступный характер, поэтому на практике психология рекламы должна решать задачу массового характера путём изучения индивидуальных характеристик и потребностей. Целью психологии рекламы является стабилизация эффективного диалога между рекламодателем и потребителем рекламы, в рамках которого реализуется сбыт товара или услуги.

## История психологии рекламы
История психологии рекламы обширна, вклад в неё внесли многие известные деятели психологической науки: У. Штерн, У. Блюменфельд, Дж. Б. Уотсон, Г. Мюнстерберг и др. Реклама существует с древних времён как в письменном виде (археологами обнаружено множество выцарапанных рекламных надписей на стенах зданий, восковых досках и папирусах), так и в устном (люди зазывали покупателей приобрести товары, которые сами выращивали или делали (масло, коз, лошадей), посуду и услуги (вскопать огород, посетить место со вкусной едой, выкопать картошку)). Позже были введены новые, более эффективные способы воздействия на человека: появились полиграфия, затем радио, телевидение, интернет.

## Психологическое воздействие рекламы на сознание потребителя
Реклама меняется, преобразуется и совершенствуется в зависимости от времени, технологий, нужд потребителей и мировых тенденций и имеет массовое распространение, потому сильно влияет на предпочтения, убеждения людей, восприятие окружающего их мира на подсознательном уровне (человек часто после совета близких людей покупает то, что ему порекомендовали). При этом зачастую человек не осознаёт либо отказывается признавать подсознательное воздействие рекламы на свои предпочтения и убеждения.
Таким образом, реклама:
- влияет на создание положительных и отрицательных образов,
- создаёт схемы поведения в разных ситуациях,
- создаёт и продвигает стереотипы.

## Основные виды психологического воздействия рекламы

### Метод информирования
Этот метод имеет нейтральный характер: не несёт никакой эмоциональной окраски, не обращается к личности потребителя, не затрагивает сферу его интересов и установок. Психологическая задача метода информирования — запоминание потребителем подаваемой информации. К этому методу воздействия относятся объявления (колонки) в газетах, журналах, на сайтах. Несёт минимальное воздействие на психику человека.

### Метод убеждения
Суть этого метода в том, чтобы реклама убедила потенциальных покупателей в уникальности и необходимости товара, что в итоге приведёт к его покупке. Это достигается путём убеждения покупателя в нужности продукта с помощью аргументированных доказательств. При рекламе товара акцент делается на тех качествах, что показывают его с лучшей стороны. Метод работает только в том случае, если человек заинтересован в товаре или в его качествах — тогда проще убедить его в покупке именно этого товара.
Существует несколько распространенных приёмов убеждения:
1. Использование интересов и потребностей людей. Этот приём считается самым простым способом убеждения. Проводится наблюдение и оценка интересов и желаний людей, а также их проблем, что в дальнейшем входит в основу предложения. После выявления главных потребностей потенциальных покупателей их включают в слоганы, что привлекает внимание людей.
2. Приём новизны товара или услуги. Реклама должна содержать новую информацию о предоставляемом товаре или услуге.
3. Приём проблемной ситуации. В рекламе создаётся проблема и возникает вопрос, как её решить, в ответ на который на помощь приходит рекламируемый товар, устраняющий проблему.
4. Приём соучастия. Этот приём чаще используют в телевизионной рекламе: показ места события (репортаж) — так у людей создаётся впечатление соучастия, присутствия, вовлечённости.

### Метод внушения
В этом методе реклама воздействует непосредственно на потенциального покупателя, при этом воздействие может быть преднамеренным или непреднамеренным, может происходить незаметно для человека или же с его согласия. У каждого человека свой уровень внушаемости, поэтому этот метод будет действенен не со всеми людьми, а лишь с частью.
Приёмы внушения:
1. Ключевые слова. В рекламе используются слова, которые имеют однозначное значение, а не абстрактные понятия, которые можно интерпретировать по-разному.
2. Использование ярких прилагательных и эпитетов. В рекламе при описании товаров используют красочные прилагательные и эпитеты для создания в представлении покупателя красивой, яркой, запоминающейся картинки.
3. Избегание отрицательных частиц. В психике человека используемая в рекламе частица «не» может вызывать сомнения по поводу эффективности товара, поэтому в рекламе отрицательные предложения переделывают в положительные.
4. Речевая динамика. Считается одним из самых эффективных средств внушения. Тембр речи, высота голоса, мягкость, разнообразие интонаций, мягкость голоса — всё это помогает увеличить силу внушения.

### Метод побуждения
Цель данного метода — побудить человека купить товар или услугу. Идёт заключительным этапом после убеждения или внушения, чтобы потенциальный покупатель в итоге совершил покупку.

## Уровни результативности рекламы
Существует пять уровней психологической эффективности рекламы, они помогают оценить, как потребители воспринимают рекламу.
- Первый уровень. Потенциальные покупатели не настроены, не желают покупать продукт рекламы. Возникает желание избавиться от навязчивого воздействия (уйти от стенда с рекламой, выключить телевизор, закрыть вкладку в интернете). В таких случаях возможно проявление негативных чувств: неприязнь, возмущение, недовольство, раздражение, гнев.
- Второй уровень. Реклама не вызывает никаких эмоций у человека, он равнодушен к ней. То, что рекламировали, не запоминается. Не возникает желания приобрести товар или услугу.
- Третий уровень. На этом уровне реклама привлекает внимание потенциального потребителя, он заинтересован, и ему становится интересно узнать больше о товаре. Однако в памяти откладывается сюжет рекламы, но не сам продукт, поэтому желание купить продукт так и не возникает.
- Четвёртый уровень. У человека откладываются в памяти и сюжет рекламы, и рекламируемый товар или услуга. Он задумывается над покупкой, но ему надо ещё подумать, лучше изучить товар, всё взвесить и прийти к решению.
- Пятый уровень. Реклама вызывает у потребителя положительные, красочные эмоции, сильный интерес и желание приобрести товар как можно быстрее.